# Estorf (Weser)
Die Gemeinde Estorf (an der Weser) liegt im Landkreis Nienburg/Weser. Sie besteht in der jetzigen Form seit der Niedersächsischen Gebietsreform 1974 und ist Mitgliedsgemeinde der Samtgemeinde Mittelweser.

## Geografie
Die Gemeinde Estorf gliedert sich in folgende Ortsteile:
- Estorf
- Leeseringen
- Nienburger Bruch

Eine Unterteilung des Gemeindegebietes in Ortschaften ist nicht erfolgt, da das für Mitgliedsgemeinden von Samtgemeinden in Niedersachsen nicht erlaubt ist.

## Geschichte
Estorf wurde zum ersten Mal in einer Schenkungsurkunde vom 9. Februar 1096 erwähnt. In dieser Urkunde übertrug die Gräfin Meresvid von Stumpenhausen unter anderem ein Vorwerk namens „Aesdorpe“ der Mindener Kirche. Nach Ausgrabungsfunden aus dem Jahre 1977 ist jedoch anzunehmen, dass bereits um das Jahr 550 die heutige Ortslage ständig bewohnt war.
Bedeutenden Einfluss hatten im Mittelalter die beiden großen Adelsfamilien der von Freytag und der berühmteren von Münchhausen. Letztere trennten sich jedoch bis 1413 von ihren Estorfer Besitztümern, während die von Freytag bis heute ihr Gut bewirtschaften.
Während des Dreißigjährigen Krieges legten die Bewohner Estorfs zum Schutz ihrer Ernten vor herumziehenden Söldnern im Wald im sogenannten Schünebusch versteckt Scheunen an. In dem Scheunenviertel werden heute regelmäßig historische Backtage abgehalten, was vor allem Fahrradtouristen anzieht.
Am 1. März 1974 wurde der Hauptteil der aufgelösten Gemeinde Leeseringen eingegliedert.

## Politik

### Rat der Gemeinde
Der Rat der Gemeinde Estorf setzt sich aus elf Mitgliedern zusammen. Die Ratsmitglieder werden durch eine Kommunalwahl für jeweils fünf Jahre gewählt.
Bei der Kommunalwahl 2021 ergab sich folgende Sitzverteilung:
- SPD: 5 Sitze
- CDU: 3 Sitze
- WG Estorf: 1 Sitz
- GRÜNE: 1 Sitz
- AfD: 1 Sitz

Die vorherigen Kommunalwahlen ergaben folgende Sitzverteilungen:
| Wahljahr | SPD | CDU | WG | Grüne | AfD | Gesamt   |
| -------- | --- | --- | -- | ----- | --- | -------- |
| 2016     | 6   | 3   | 1  | 1     | -   | 11 Sitze |

### Bürgermeister
Bürgermeister war bis zu seinem Rücktritt am 31. Dezember 2019 Arnd Focke (SPD). Ihm folgte Jens Lange (SPD) nach.

### Partnerschaften
Estorf befindet sich in einer Partnerschaft mit der Gemeinde Elbingerode am Harz.

## Kultur und Sehenswürdigkeiten
- Kirche Estorf (eingeweiht 1696), mit historischen Deckenmalereien, Holzschnitzereien, Altar und Orgel. Die Orgel wurde 1839 von dem Hannoverschen Orgelbauer Ernst Wilhelm Meyer für die Kirche in Estorf erbaut und ist weitgehend original erhalten. Sie hat ein Manual und elf Register und wurde 2005 von der Orgelbauwerkstatt Jörg Bente aus Helsinghausen restauriert.
- Scheunenviertel (siehe Geschichte)
- Estorfer See mit Gutshof

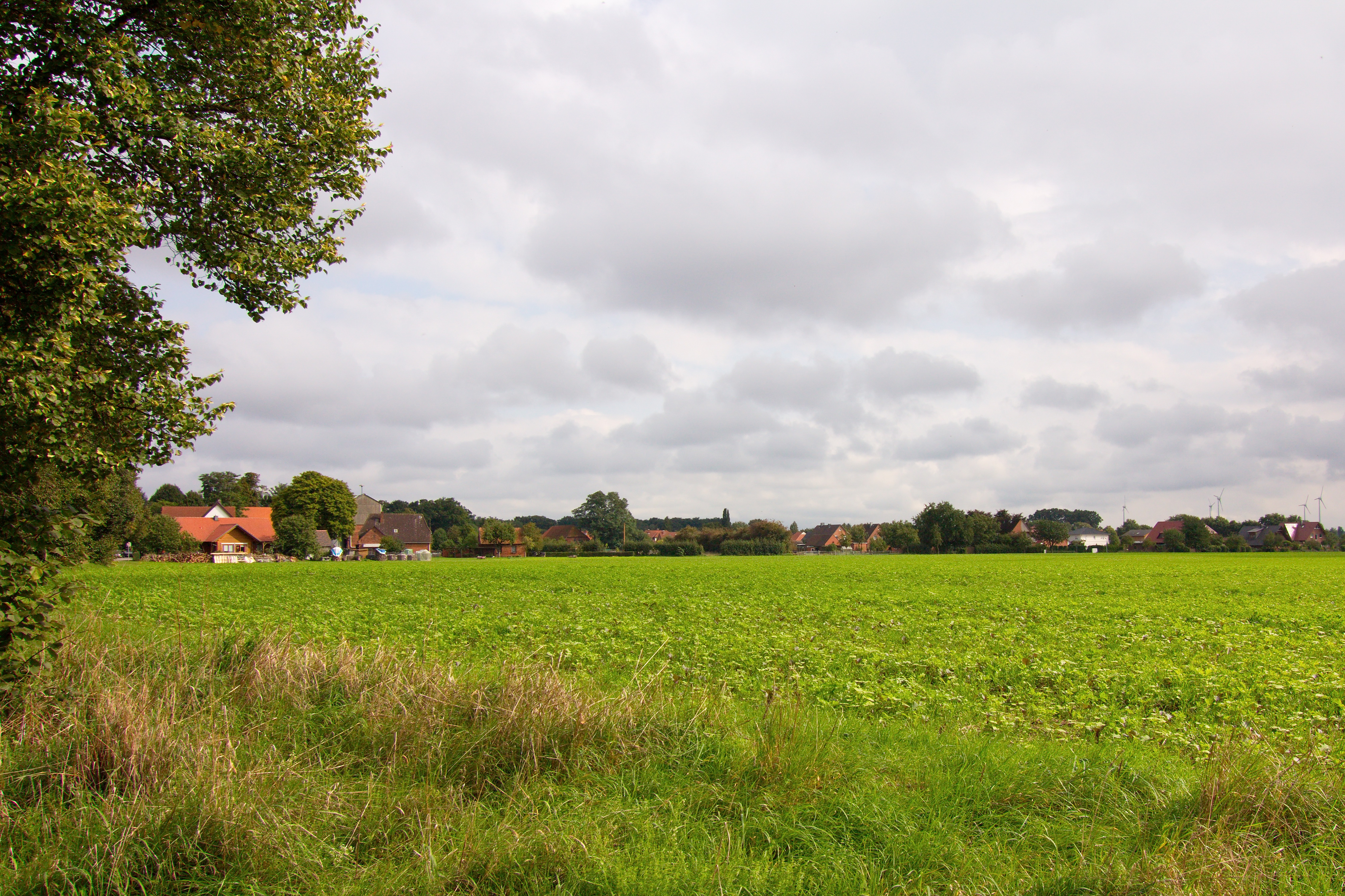
Blick auf Estorf
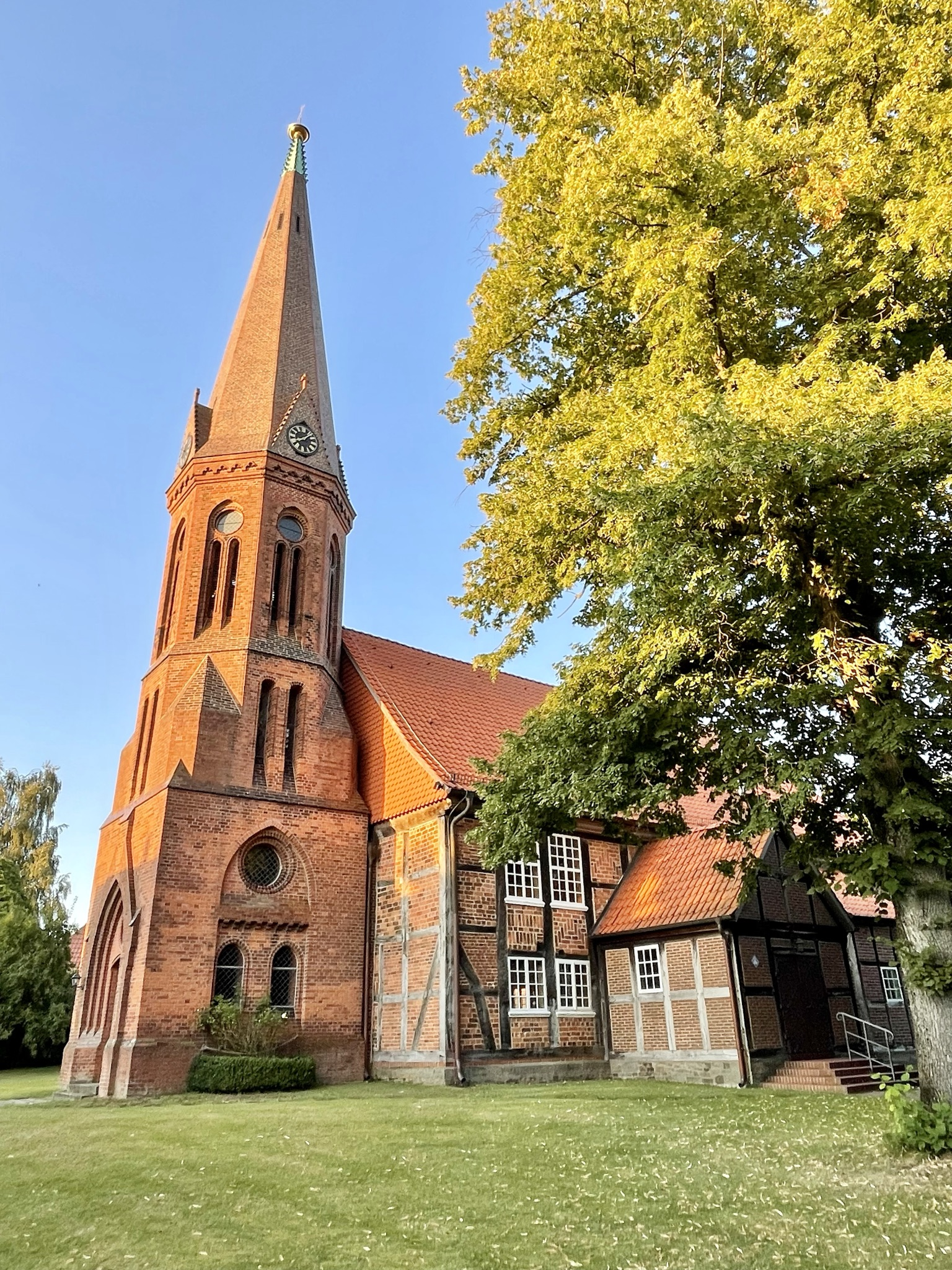
Barockkirche Estorf
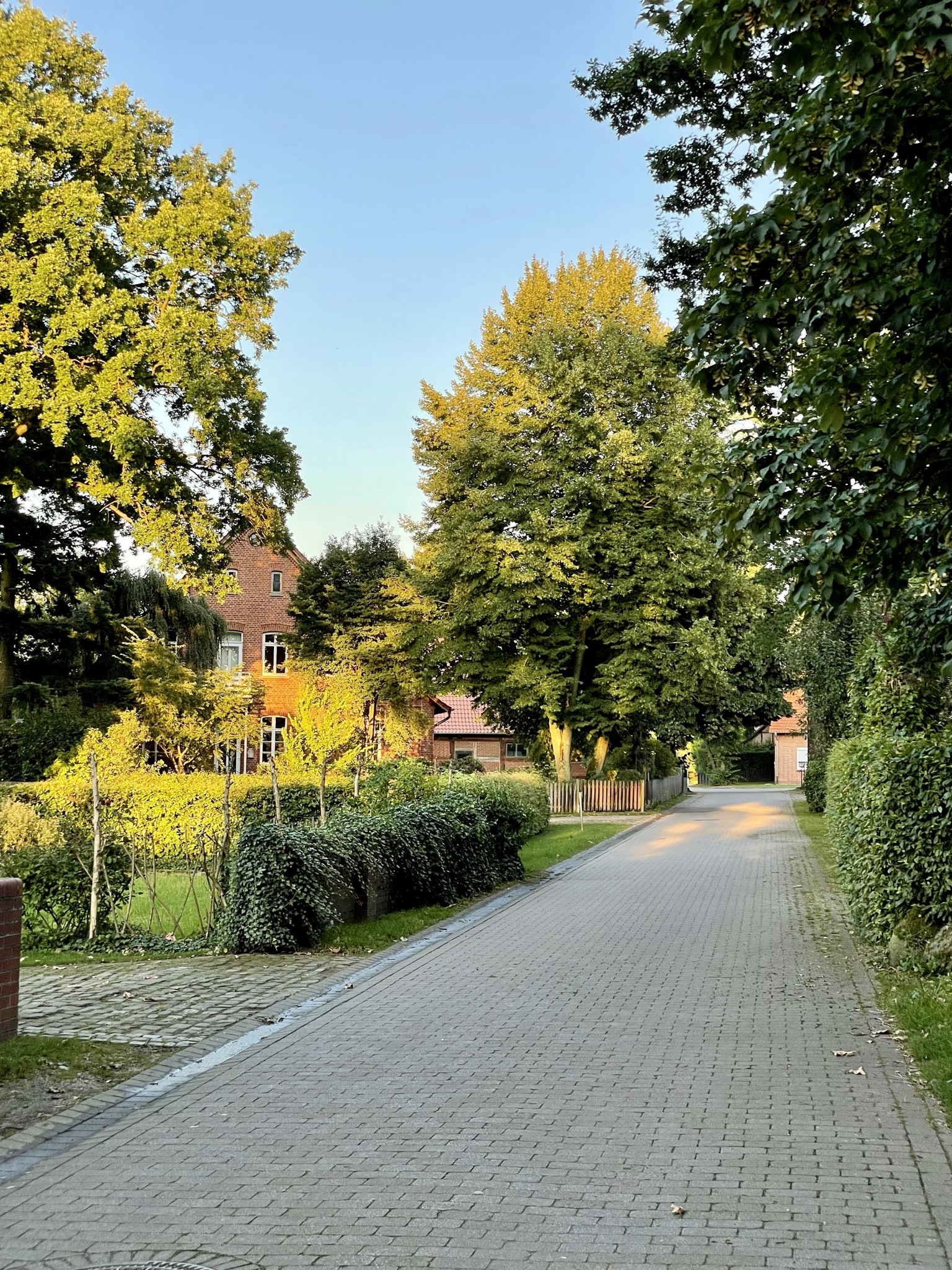
Ortsblick Alte Dorfstrasse
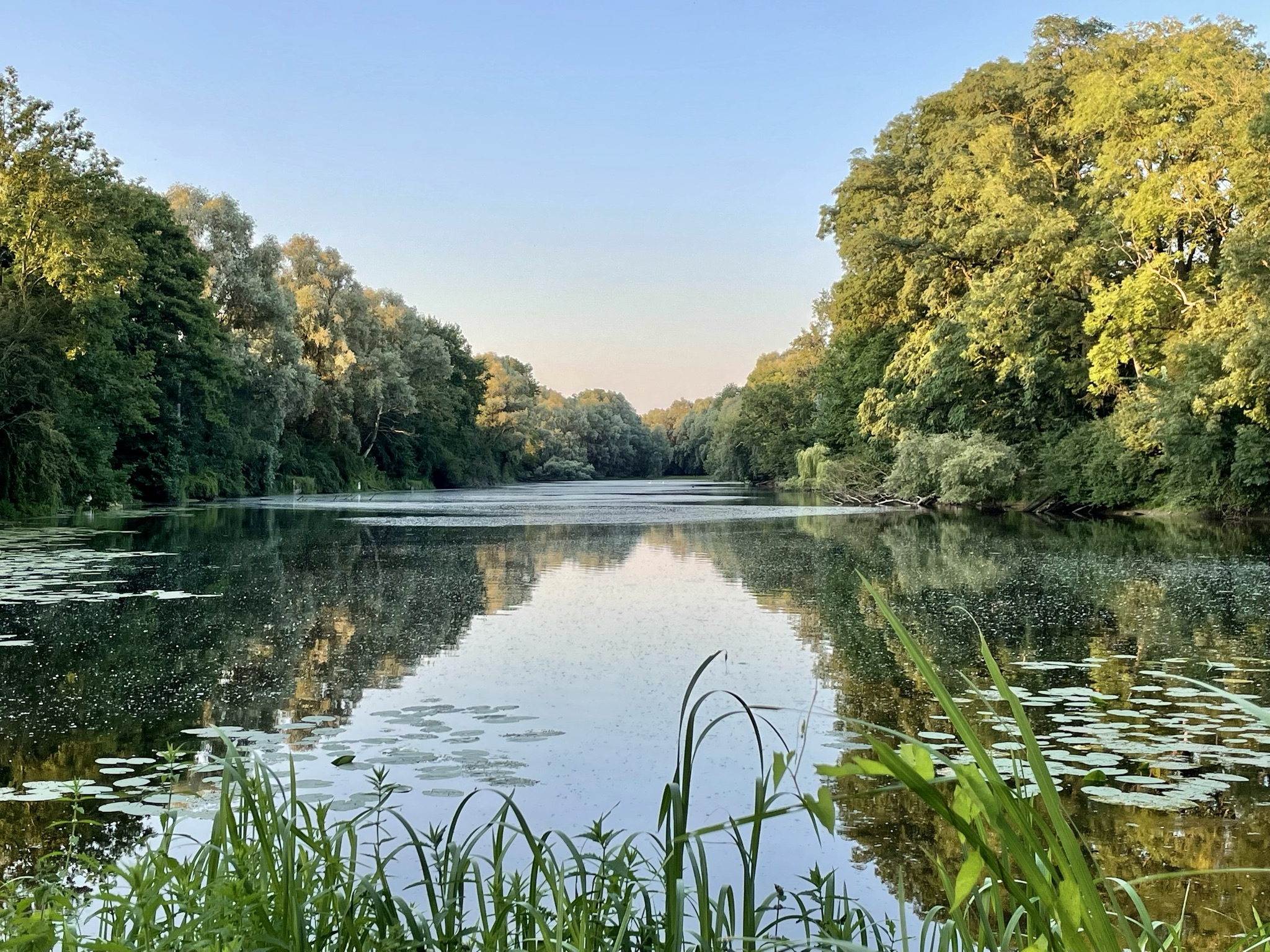
Estorfer See
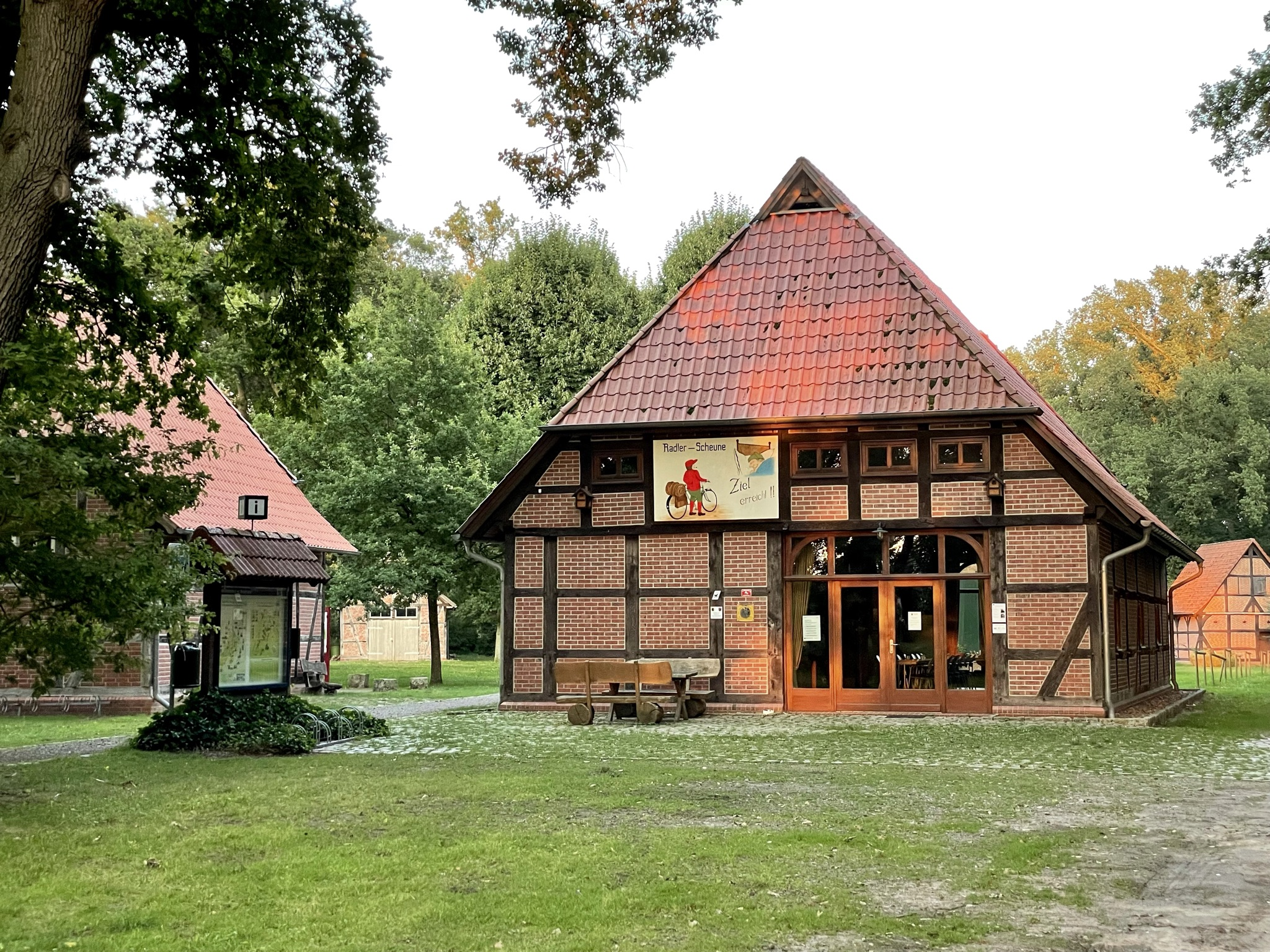
Scheunenviertel Estorf

## Wirtschaft und Infrastruktur
Der Bahnhof Estorf (Weser) liegt an der Bahnstrecke Nienburg–Minden. Er ist Betriebsbahnhof. Hier halten keine Personenzüge.

## Söhne und Töchter
- Wilhelm von Freytag (1720–1798), Offizier im Dienste des Kurfürstentum Braunschweig-Lüneburg (Kurhannover)
- Helga Hirsch (* 1948), Journalistin, Korrespondentin und Publizistin